# Еґберт Свенсон
Еґберт Свенсон (нім. Egbert Swensson, 24 травня 1956) — німецький яхтсмен.
Срібний призер Олімпійських Ігор 1980 року в класі 470.